# Alonso Enríquez de Quiñones
Alonso Enríquez de Quiñones (c. 1433-Valladolid, mayo de 1485), hijo del almirante de Castilla Fadrique Enríquez y de su segunda esposa Teresa de Quiñones, fue el III almirante de Castilla del linaje de los Enríquez y III señor de Medina de Rioseco.

## Vida
Cuando su padre renunció el almirantazgo, el rey Enrique IV de Castilla le nombró III almirante en 1464. El año siguiente, el rey le entregó la villa de Melgar como señorío. En ese mismo año, el rey también concedió a su villa de Medina de Rioseco una segunda feria anual, otorgando también en 1465 un jueves mensual franco de impuestos. 
Testó el 30 de octubre de 1482, fundando cuatro mayorazgos: el primero para su hijo Fadrique, el segundo para Bernardino, el tercero para Fernando y el cuarto para Enrique. El 5 de julio de 1484 otorgó el primer codicilio y el último el 10 de mayo de 1485.

## Familia

### Ascendientes
Fue hijo del almirante de Castilla, Fadrique Enríquez, y de su segunda esposa, Teresa de Quiñones, casados hacia 1431. Sus abuelos paternos fueron Alfonso Enríquez de Castilla y Juana de Mendoza, y los abuelos maternos, Diego Fernández de Quiñones, de los condes de Luna, merino mayor de Asturias y de León, y María Álvarez de Toledo.

### Matrimonio y descendencia
Casó con María de Velasco, hija de Pedro Fernández de Velasco y Solier, «el buen conde de Haro», y de Beatriz Manrique de Lara. Fueron padres de siete hijos e hijas: 
- Fadrique Enríquez de Velasco, IV almirante de Castilla, IV señor de Medina de Rioseco y II conde de Melgar, quien casó en Sicilia con Ana de Cabrera, condesa de Módica, no teniendo sucesión por lo que el almirantazgo recayó en su hermano Fernando.
- Bernardino Enríquez de Velasco (m. abril de 1506),[5] I conde de Melgar[6] y contador mayor de los Reyes Católicos.[3] Casó el 6 de noviembre de 1490, con Isabel de Cabrera (m. 1493), hija de los III condes de Módica y hermana de la mujer de su hermano Fadrique.[7] Contrajo un segundo matrimonio con Beatriz de Mendoza y de la Cerda, hija de Álvaro de Mendoza y Guzmán, II conde de Castrojeríz, y Juana de la Cerda.[3][6] Sin descendencia de ninguno de sus matrimonios, a su muerte el condado de Melgar lo heredó su hermano Fadrique[5] y, a la muerte de este, su hermano Fernando.[8]
- Fernando Enríquez de Velasco, V almirante de Castilla, III conde de Melgar,[8] V señor y I duque de Medina de Rioseco, casado con María Ana Girón,[9] hija de Juan Téllez-Girón, II conde de Ureña y de Leonor de la Vega Velasco.[10]
- Enrique Enríquez de Velasco, adelantado de Galicia. Casó con Francisca, II condesa de Rivadavia, hija del I conde de Rivadavia Bernardino Pérez Sarmiento.
- Teresa Enríquez de Velasco, casó en 1480 con Gutierre de Sotomayor y Zúñiga, II conde de Belalcázar,[11] padres de Alonso de Sotomayor y Enríquez, III conde de Belalcázar, cuya tutela ejerció su abuela, María de Velasco.
- Beatriz Enríquez de Velasco, fallecida antes que su madre, casada en 1483 con Diego Fernández de Córdoba, III conde de Cabra.
- Juana Enríquez de Velasco, casada desde 1484 con Diego López Pacheco y Portocarrero, II duque de Escalona, II marqués de Villena y demás señoríos, viudo desde 1480, de su primer matrimonio con Juana de Luna Pimentel y Zúñiga, una hija póstuma de Juan de Luna y Pimentel.